# Subsecretaría de Desarrollo Regional y Administrativo
La Subsecretaría de Desarrollo Regional y Administrativo (más conocida por su acrónimo, Subdere) es la subsecretaría de Estado de Chile dependiente del Ministerio del Interior que vela por contribuir al desarrollo de los territorios, fortaleciendo su capacidad de buen gobierno, en coherencia con el proceso de descentralización. Desde el 16 de agosto de 2023, la subsecretaría está encabezada por Francisca Perales, actuando bajo el gobierno de Gabriel Boric.

## Historia
El 17 de noviembre de 1984, se creó el cargo de subsecretario de Desarrollo Regional y Administrativo. Mientras que en 1985, se dictaminó la existencia legal de la Subsecretaría de Desarrollo Regional y Administrativo, como consecuencia de la creación de dicho cargo. Se le asigna las funciones de coordinar, impulsar y evaluar el desarrollo regional; y, a su vez, colaborar en las funciones de modernización y reforma administrativa del Estado.

## Organización
La Subsecretaría de Desarrollo Regional y Administrativo está compuesta por el subsecretario y el jefe de Gabinete, del que dependen las siguientes unidades;
- Unidad de Comunicaciones
- Unidad de Auditoría Interna
- Departamento Academia de Capacitación Municipal y Regional
- Fiscalía SUBDERE
- Registro Nacional de Mascotas

A su vez, la subsecretaría tiene desde 2001 cuatro divisiones;
- División de Estudios y Políticas Públicas
- División de Desarrollo Regional
- División de Municipalidades
- División de Administración y Finanzas

## Subsecretarios
| Retrato | Subsecretario/a                      | Partido | Inicio                   | Final                    | Presidente                 |
| ------- | ------------------------------------ | ------- | ------------------------ | ------------------------ | -------------------------- |
|         | Luis Hernán Patricio Serre Ochsenius | Militar | 19 de noviembre de 1984  | 11 de marzo de 1990      | Augusto Pinochet Ugarte    |
|         | Gonzalo Martner Fanta                | PS      | 11 de marzo de 1990      | 11 de marzo de 1994      | Patricio Aylwin Azócar     |
|         | Jorge Rodríguez Grossi               | PDC     | 11 de marzo de 1994      | 19 de septiembre de 1994 | Eduardo Frei Ruiz-Tagle    |
|         | Marcelo Schilling Rodríguez          | PS      | 19 de septiembre de 1994 | 11 de marzo de 2000      | Eduardo Frei Ruiz-Tagle    |
|         | Francisco Vidal Salinas              | PPD     | 11 de marzo de 2000      | 3 de marzo de 2003       | Ricardo Lagos Escobar      |
|         | Adriana Delpiano Puelma              | PPD     | 3 de marzo de 2003       | 11 de marzo de 2006      | Ricardo Lagos Escobar      |
|         | Claudia Serrano Madrid               | PS      | 11 de marzo de 2006      | 15 de diciembre de 2008  | Michelle Bachelet Jeria    |
|         | Mahmud Aleuy Peña y Lillo            | PS      | 22 de diciembre de 2008  | 15 de diciembre de 2009  | Michelle Bachelet Jeria    |
|         | Víctor Maldonado Roldán              | PDC     | 15 de diciembre de 2009  | 11 de marzo de 2010      | Michelle Bachelet Jeria    |
|         | Miguel Flores Vargas                 | UDI     | 11 de marzo de 2010      | 11 de marzo de 2014      | Sebastián Piñera Echenique |
|         | Ricardo Cifuentes Lillo              | PDC     | 11 de marzo de 2014      | 11 de marzo de 2018      | Michelle Bachelet Jeria    |
|         | Felipe Salaberry Soto                | UDI     | 11 de marzo de 2018      | 1 de octubre de 2019     | Sebastián Piñera Echenique |
|         | Claudio Alvarado Andrade             | UDI     | 4 de noviembre de 2019   | 4 de junio de 2020       | Sebastián Piñera Echenique |
|         | Juan Manuel Masferrer Vidal          | UDI     | 6 de junio de 2020       | 20 de noviembre de 2020  | Sebastián Piñera Echenique |
|         | María Paz Troncoso Pulgar            | Ind.    | 20 de noviembre de 2020  | 11 de marzo de 2022      | Sebastián Piñera Echenique |
|         | Miguel Crispi Serrano                | RD      | 11 de marzo de 2022      | 8 de septiembre de 2022  | Gabriel Boric Font         |
|         | Nicolás Cataldo Astorga              | PCCh    | 8 de septiembre de 2022  | 16 de agosto de 2023     | Gabriel Boric Font         |
|         | Francisca Perales Flores             | FA      | 16 de agosto de 2023     | en el cargo              | Gabriel Boric Font         |

## Nota
1. ↑  Fecha de la creación del cargo de «Subsecretario de Desarrollo Regional y Administrativo».

### Redes sociales
- Subsecretaría de Desarrollo Regional y Administrativo de Chile en X (antes Twitter)
- Subsecretaría de Desarrollo Regional y Administrativo de Chile en Instagram
- Subsecretaría de Desarrollo Regional y Administrativo de Chile en Facebook

- Datos: Q6134918